# Thibault Berthaud
Pas d'image ? Cliquez ici

a Compétitions nationales et continentales officielles uniquement.

Dernière mise à jour le 11 avril 2025.
Thibault Berthaud, né le 12 avril 1997 à Belleville, est un joueur français de rugby à XV évoluant au poste de pilier droit à Oyonnax depuis 2021.

## Carrière
Thibault Berthaud commence le rugby avec le club de sa ville natale de Belleville, avant de rejoindre le CS Villefranche, puis le centre de formation de l'US bressane,.
Il débute avec son club formateur lors de la saison 2017-2018 de Fédérale 1. À l'issue de la saison, il remporte le championnat de France de Fédérale 1 et monte en Pro D2 avec son club.
En mai 2019, il s'engage avec Soyaux Angoulême XV Charente pour deux saisons, un an après avoir signé son premier contrat professionnel.
En mars 2021, il s'engage pour trois saisons, à partir de la saison 2021-2022, avec Oyonnax rugby.
Durant la saison 2022-2023, Thibault Berthaud est la doublure de Thomas Laclayat. Il joue 23 matchs dont 10 en tant que titulaire, sans marquer d'essais. Cette saison, Oyonnax termine à la première place de la phase régulière de Pro D2 et se qualifie jusqu'en finale où il affronte Grenoble. Pour ce match, il entre en jeu à la 65e minute à la place de Laclayat. Oyonnax s'impose 14 à 3, devient champion de Pro D2 et remonte en Top 14.
En février 2024, il prolonge son contrat avec Oyonnax jusqu'en 2026.

## Palmarès
- Vainqueur du Championnat de France de Fédérale 1 (troisième division) en 2018 avec l'US bressane.
- Vainqueur du Championnat de France de Pro D2 en 2023 avec Oyonnax rugby.